# Artëm Vjačeslavovič Ovčarenko
Artëm Vjačeslavovič Ovčarenko (in russo: Артём Вячеславович Овчаренко; Dnipro, 31 dicembre 1986) è un danzatore russo, primo ballerino del Balletto Bol'šoj dal 2013.

## Biografia
Artëm Ovčarenko è nato nel 1986 nella Dnipro sovietica. Ha cominciato a studiare danza a undici anni e a diciassette è stato ammesso all'Accademia statale di coreografia di Mosca. Dopo il diploma nel 2007 è stato scritturato dal Balletto Bol'šoj, dove ha continuato a perfezionarsi sotto Nikolaj Ciskaridze e Nikolaj Fadeečev. Già durante il suo secondo anno nella compagnia gli sono stati affidati ruoli di grande rilievo, come l'uccello azzurro ne La bella addormentata e il Principe ne Lo schiaccianoci, entrambi coreografati da Jurij Grigorovič.
Nel 2009 ha ampliato il suo repertorio danzando nei ruoli di Franz in Coppélia, James ne La Sylphide di August Bournonville e Febo ne La Esmeralda di Marius Petipa. Nel 2010 ha fatto il suo debutto in tre dei maggiori ruoli del repertorio maschile: Romeo in Romeo e Giulietta, Jean de Brienne in Raymonda e Petruška nell'omonimo balletto di Michel Fokine. L'anno successivo ha danzato nel ruolo di Albrecht nella Giselle di Grigorovič, di Antoine ne Le fiamme di Parigi di Aleksej Ratmanskij e il Principe Désiré ne La bella addormentata. Nel 2012 ha danzato in altri due grandi ruoli del repertorio maschile, quelli di Siegfried ne Il lago dei cigni di Grigorovič e di Apollo nell'Apollon Musagete di George Balanchine. Nel 2013 è stato proclamato primo ballerino della compagnia e ha danzato nel ruolo di Diamanti nel Jewels di Balanchine e come Lensky nell'Onegin di John Cranko. Negli anni successivi ha aggiunto al suo repertorio i ruoli di Armand ne La signora delle camelie di John Neumeier (2014), Basilio nel Don Chisciotte, Conrad ne Le Corsaire di Marius Petipa (2017), Leonte ne Il racconto d'inverno di Christopher Wheeldon e Crasso nello Spartak di Grigorovič (2019). Nel 2020 ha vinto la Maschera d'oro, il massimo riconoscimento del teatro russo.
Ovčarenko è sposato con Anna Tikhomirova e la coppia ha avuto due figli.